# Intel i960
Intel i960是英特爾所出品的一款非x86架構的RISC微處理器。

## 起源
1980年代，i960的設計起始於英特爾在iAPX 432處理器的失敗。

## 架構
為了避免與i432相同的性能不佳的問題，i960核心的指令集使用了RISC架構。它的記憶體子系統使用了33位元的寬度——32位元表示word以及1個位元當作記憶體保護的指標。

## 終止
1990年代以後，i960團隊已不再開發後續產品。然而因XOR運算效能佳，仍有廠商使用這些處理器（例如RAID控制卡、光纖通道控制卡、雷達甚至是角子機等），因此英特爾持續出售這幾款處理器至2007年3月底為止。

## 外部連結
- i960在Intel的首頁 （页面存档备份，存于）